# Touring the Angel
Touring the Angel war der Name einer weltweiten Konzerttournee der britischen Synthie-Pop-/Synth-Rock-Band Depeche Mode, bei der sie ihr 2005 veröffentlichtes elftes Studioalbum Playing the Angel vorstellte.

## Hintergrund
Der Start der Tournee war ursprünglich für den 2. November 2005 in Sunrise geplant, jedoch musste die Band ihn aufgrund der Nachwirkungen des Hurrikans Wilma kurzfristig absagen. Das Eröffnungskonzert der Tour war somit einen Tag später der Auftritt in Tampa. Auch das Finale der Tournee fand entgegen der ursprünglichen Planung am 1. August 2006 im griechischen Malakása bei Athen statt, nach dem der Auftritt am 3. August 2006 in Tel Aviv aufgrund des zweiten Libanonkriegs ersatzlos gestrichen werden musste.
Das von Anton Corbijn entworfene Bühnenbild für die Tour war im Vergleich zu früheren Depeche Mode-Tourneen aufwändiger. Es bestand aus speziell konstruierten Pods, in denen MIDI-Controller untergebracht waren. Im hinteren Teil der Bühne wurden versteckte Bildschirme enthüllt, auf denen verzerrte Bilder der Bandmitglieder und Filme zu den gespielten Liedern gezeigt wurden. Diese Bildschirme wurden von einer großen, grauen, kugelförmigen Requisite auf der linken Seite der Bühne begleitet, die einen weiteren Bildschirm sowie eine LED-Anzeige enthielt, auf denen weitere Filme und Illustrationen angezeigt wurden.
Frontmann Dave Gahan lobte die Tournee als „wahrscheinlich die unterhaltsamste und lohnendste Live-Show, die wir je gemacht haben. Das neue Material wartete nur darauf, live gespielt zu werden. Es entwickelte durch die Energie der Menge ein Eigenleben und erwachte so zu neuem Leben.“

## Liveaufnahmen
Audioaufnahmen von Konzerten der Tournee wurden über die Website der Band im Doppel-CD-Format oder als digitaler Download unter dem Namen Recording the Angel zur Verfügung gestellt. Dabei wurden alle Termine der jeweils zweiten Etappen durch Nordamerika und Europa, mit Ausnahme der Shows in Kansas City, Kristiansand und Benicàssim, veröffentlicht.
Im September 2006 erschien die Live-DVD Touring the Angel: Live in Milan die bei den Konzerten im FilaForum in Assago am 18. und 19. Februar 2006 unter der Regie von Blue Leach mitgeschnitten wurde.

## Setlists

### Setlist Nordamerika (Part 1)/Europa (Part 1)
- I Want It All (intro)
- A Pain That I’m Used To
- John the Revelator
- A Question of Time
- Policy of Truth
- Precious
- Walking in My Shoes
- Suffer Well
- Damaged People
- Macro
- Leave in Silence
- Home
- I Want It All
- The Sinner in Me
- I Feel You
- Behind the Wheel
- World in My Eyes
- Personal Jesus
- Enjoy the Silence
- Shake the Disease
- Somebody
- A Question of Lust
- Just Can’t Get Enough
- Everything Counts
- Never Let Me Down Again
- Goodnight Lovers

### Setlist Nordamerika (Part 2)/Europa (Part 2)
- I Want It All (intro)
- A Pain That I’m Used To
- A Question of Time
- Suffer Well
- Precious
- Walking in My Shoes
- Stripped
- Home
- Judas
- Blue Dress
- It Doesn’t Matter Two
- In Your Room
- Nothing’s Impossible
- The Sinner in Me
- John the Revelator
- I Feel You
- Behind the Wheel
- World in My Eyes
- Personal Jesus
- Enjoy the Silence
- Shake the Disease
- Leave in Silence
- Somebody
- Photographic
- Just Can’t Get Enough
- Never Let Me Down Again

## Tourdaten
| Nr.                 | Datum               | Stadt                 | Land                | Veranstaltungsort                            | Anmerkungen                              |
| Leg 1 – Nordamerika | Leg 1 – Nordamerika | Leg 1 – Nordamerika   | Leg 1 – Nordamerika | Leg 1 – Nordamerika                          | Leg 1 – Nordamerika                      |
| ------------------- | ------------------- | --------------------- | ------------------- | -------------------------------------------- | ---------------------------------------- |
| xx                  | 2. November 2005    | Sunrise               | Vereinigte Staaten  | BankAtlantic Center                          |                                          |
| 1                   | 3. November 2005    | Tampa                 | Vereinigte Staaten  | St. Pete Times Forum                         |                                          |
| 2                   | 5. November 2005    | Duluth                | Vereinigte Staaten  | Arena at Gwinnett Center                     |                                          |
| 3                   | 7. November 2005    | Houston               | Vereinigte Staaten  | Toyota Center                                |                                          |
| 4                   | 8. November 2005    | Dallas                | Vereinigte Staaten  | American Airlines Center                     |                                          |
| 5                   | 9. November 2005    | San Antonio           | Vereinigte Staaten  | SBC Center                                   |                                          |
| 6                   | 11. November 2005   | Denver                | Vereinigte Staaten  | Magness Arena                                |                                          |
| 7                   | 12. November 2005   | West Valley City      | Vereinigte Staaten  | The E Center                                 |                                          |
| 8                   | 15. November 2005   | Vancouver             | Kanada              | General Motors Place                         |                                          |
| 9                   | 16. November 2005   | Seattle               | Vereinigte Staaten  | Key Arena                                    |                                          |
| 10                  | 18. November 2005   | San Jose              | Vereinigte Staaten  | HP Pavilion at San Jose                      |                                          |
| 11                  | 19. November 2005   | San Diego             | Vereinigte Staaten  | iPayOne Center                               |                                          |
| 12                  | 21. November 2005   | Los Angeles           | Vereinigte Staaten  | Staples Center                               |                                          |
| 13                  | 22. November 2005   | Los Angeles           | Vereinigte Staaten  | Staples Center                               |                                          |
| 14                  | 23. November 2005   | Anaheim               | Vereinigte Staaten  | Arrowhead Pond                               |                                          |
| 15                  | 25. November 2005   | Glendale              | Vereinigte Staaten  | Glendale Arena                               |                                          |
| 16                  | 26. November 2005   | Paradise              | Vereinigte Staaten  | The Joint                                    |                                          |
| 17                  | 29. November 2005   | Rosemont              | Vereinigte Staaten  | Allstate Arena                               |                                          |
| 18                  | 30. November 2005   | Auburn Hills          | Vereinigte Staaten  | Palace of Auburn Hills                       |                                          |
| 19                  | 1. Dezember 2005    | Toronto               | Kanada              | Air Canada Centre                            |                                          |
| 20                  | 3. Dezember 2005    | Atlantic City         | Vereinigte Staaten  | Borgata Event Center                         |                                          |
| 21                  | 4. Dezember 2005    | Montréal              | Kanada              | Centre Bell                                  |                                          |
| 22                  | 7. Dezember 2005    | New York City         | Vereinigte Staaten  | Madison Square Garden                        |                                          |
| 23                  | 8. Dezember 2005    | New York City         | Vereinigte Staaten  | Madison Square Garden                        |                                          |
| 24                  | 9. Dezember 2005    | Fairfax               | Vereinigte Staaten  | Patriot Center                               |                                          |
| 25                  | 11. Dezember 2005   | Universal City        | Vereinigte Staaten  | Gibson Amphitheatre                          | KROQ Almost Acoustic Christmas           |
| Leg 2 – Europa      |                     |                       |                     |                                              |                                          |
| 26                  | 13. Januar 2006     | Dresden               | Deutschland         | Messehalle                                   |                                          |
| 27                  | 15. Januar 2006     | Hamburg               | Deutschland         | Color Line Arena                             |                                          |
| 28                  | 16. Januar 2006     | Hamburg               | Deutschland         | Color Line Arena                             |                                          |
| 29                  | 18. Januar 2006     | Berlin                | Deutschland         | Velodrom                                     |                                          |
| 30                  | 20. Januar 2006     | Düsseldorf            | Deutschland         | LTU Arena                                    |                                          |
| 31                  | 21. Januar 2006     | Düsseldorf            | Deutschland         | LTU Arena                                    |                                          |
| 32                  | 23. Januar 2006     | Prag                  | Tschechien          | Sazka Arena                                  |                                          |
| 33                  | 24. Januar 2006     | Erfurt                | Deutschland         | Messehalle                                   |                                          |
| 34                  | 26. Januar 2006     | Frankfurt am Main     | Deutschland         | Festhalle                                    |                                          |
| 35                  | 29. Januar 2006     | Antwerpen             | Belgien             | Sportpaleis                                  |                                          |
| 36                  | 31. Januar 2006     | Genf                  | Schweiz             | Arena de Genève                              |                                          |
| 37                  | 1. Februar 2006     | Marseille             | Frankreich          | Le Dôme                                      |                                          |
| 38                  | 3. Februar 2006     | Toulouse              | Frankreich          | Le Zénith Métropole                          |                                          |
| 39                  | 4. Februar 2006     | Lyon                  | Frankreich          | Halle Tony Garnier                           |                                          |
| 40                  | 6. Februar 2006     | Madrid                | Spanien             | Palacio de los Deportes                      |                                          |
| 41                  | 7. Februar 2006     | Madrid                | Spanien             | Palacio de los Deportes                      |                                          |
| 42                  | 8. Februar 2006     | Lissabon              | Portugal            | Pavilhão Atlântico                           |                                          |
| 43                  | 10. Februar 2006    | Barcelona             | Spanien             | Palau Sant Jordi                             |                                          |
| 44                  | 11. Februar 2006    | Barcelona             | Spanien             | Palau Sant Jordi                             |                                          |
| 45                  | 14. Februar 2006    | München               | Deutschland         | Olympiahalle                                 |                                          |
| 46                  | 15. Februar 2006    | München               | Deutschland         | Olympiahalle                                 |                                          |
| 47                  | 16. Februar 2006    | Wien                  | Osterreich          | Stadthalle                                   |                                          |
| 48                  | 18. Februar 2006    | Assago                | Italien             | FilaForum                                    |                                          |
| 49                  | 19. Februar 2006    | Assago                | Italien             | FilaForum                                    |                                          |
| 50                  | 21. Februar 2006    | Paris                 | Frankreich          | Palais Omnisport de Bercy                    |                                          |
| 51                  | 22. Februar 2006    | Paris                 | Frankreich          | Palais Omnisport de Bercy                    |                                          |
| 52                  | 23. Februar 2006    | Paris                 | Frankreich          | Palais Omnisport de Bercy                    |                                          |
| 53                  | 25. Februar 2006    | Kopenhagen            | Danemark            | Parken                                       |                                          |
| 54                  | 26. Februar 2006    | Göteborg              | Schweden            | Scandinavium                                 |                                          |
| 55                  | 28. Februar 2006    | Oslo                  | Norwegen            | Spektrum                                     |                                          |
| 56                  | 1. März 2006        | Stockholm             | Schweden            | Globen                                       |                                          |
| 57                  | 3. März 2006        | St. Petersburg        | Russland            | Sportivno-Kontsertnyy Kompleks Peterburgskiy |                                          |
| 58                  | 4. März 2006        | Moskau                | Russland            | Dvorets sporta Luzhniki                      |                                          |
| 59                  | 6. März 2006        | Helsinki              | Finnland            | Hartwall Areena                              |                                          |
| 60                  | 9. März 2006        | Stuttgart             | Deutschland         | Schleyerhalle                                |                                          |
| 61                  | 10. März 2006       | Friedrichshafen       | Deutschland         | Messehalle                                   |                                          |
| 62                  | 11. März 2006       | Mannheim              | Deutschland         | SAP Arena                                    |                                          |
| 63                  | 13. März 2006       | Graz                  | Osterreich          | Stadthalle                                   |                                          |
| 64                  | 14. März 2006       | Katowice              | Polen               | Spodek                                       |                                          |
| 65                  | 16. März 2006       | Tallinn               | Estland             | Saku Suurhall                                |                                          |
| 66                  | 17. März 2006       | Riga                  | Lettland            | Arēna Rīga                                   |                                          |
| 67                  | 18. März 2006       | Vilnius               | Litauen             | Siemens Arena                                |                                          |
| 68                  | 21. März 2006       | Budapest              | Ungarn              | Papp László Sportaréna                       |                                          |
| 69                  | 22. März 2006       | Zagreb                | Kroatien            | Dom Sportova                                 |                                          |
| 70                  | 24. März 2006       | Amnéville             | Frankreich          | Le Galaxie                                   |                                          |
| 71                  | 25. März 2006       | Douai                 | Frankreich          | Gayant Expo                                  |                                          |
| 72                  | 26. März 2006       | Rotterdam             | Niederlande         | Sportpaleis Ahoy’                            |                                          |
| 73                  | 28. März 2006       | Zürich                | Schweiz             | Hallenstadion                                |                                          |
| 74                  | 30. März 2006       | Manchester            | England             | Manchester Evening News Arena                |                                          |
| 75                  | 31. März 2006       | Birmingham            | England             | National Exhibition Centre                   |                                          |
| 76                  | 2. April 2006       | London                | England             | Wembley Arena                                |                                          |
| 77                  | 3. April 2006       | London                | England             | Wembley Arena                                |                                          |
| Leg 3 – Europa      |                     |                       |                     |                                              |                                          |
| 78                  | 27. April 2006      | Mountain View         | Vereinigte Staaten  | Shoreline Amphitheatre                       |                                          |
| 79                  | 29. April 2006      | Indio                 | Vereinigte Staaten  | Empire Polo Club                             | Coachella Valley Music and Arts Festival |
| 80                  | 30. April 2006      | Las Vegas             | Vereinigte Staaten  | Theater Under The Stars                      |                                          |
| xx                  | 2. Mai 2006         | El Paso               | Vereinigte Staaten  | Don Haskins Center                           |                                          |
| 81                  | 4. Mai 2006         | Mexiko-Stadt          | Mexiko              | Foro Sol                                     |                                          |
| 82                  | 5. Mai 2006         | Mexiko-Stadt          | Mexiko              | Foro Sol                                     |                                          |
| 83                  | 7. Mai 2006         | Monterrey             | Mexiko              | Arena Monterrey                              |                                          |
| 84                  | 10. Mai 2006        | Kansas City           | Vereinigte Staaten  | Starlight Theatre                            |                                          |
| xx                  | 11. Mai 2006        | Rosemont              | Vereinigte Staaten  | Allstate Arena                               |                                          |
| 85                  | 13. Mai 2006        | Wantagh               | Vereinigte Staaten  | Jones Beach Theater                          |                                          |
| 86                  | 14. Mai 2006        | Holmdel               | Vereinigte Staaten  | PNC Bank Arts Center                         |                                          |
| 87                  | 17. Mai 2006        | Montréal              | Kanada              | Centre Bell                                  |                                          |
| 88                  | 18. Mai 2006        | Toronto               | Kanada              | Air Canada Centre                            |                                          |
| 89                  | 20. Mai 2006        | Atlantic City         | Vereinigte Staaten  | Borgata Event Center                         |                                          |
| 90                  | 21. Mai 2006        | Bristow               | Vereinigte Staaten  | Nissan Pavilion                              |                                          |
| Leg 4 – Europa      |                     |                       |                     |                                              |                                          |
| 91                  | 2. Juni 2006        | Nürnberg              | Deutschland         | Luitpoldhain                                 | Rock im Park                             |
| 92                  | 4. Juni 2006        | Nürburg               | Deutschland         | Nürburgring                                  | Rock am Ring                             |
| 93                  | 5. Juni 2006        | Bremen                | Deutschland         | Weserstadion                                 |                                          |
| 94                  | 7. Juni 2006        | Aarhus                | Danemark            | NRGi Park                                    |                                          |
| 95                  | 9. Juni 2006        | Warschau              | Polen               | Stadion Wojska Polskiego                     |                                          |
| 96                  | 11. Juni 2006       | Bratislava            | Slowakei            | Štadión Pasienky                             |                                          |
| 97                  | 12. Juni 2006       | Budapest              | Ungarn              | Puskás Ferenc Stadion                        |                                          |
| 98                  | 14. Juni 2006       | Ljubljana             | Slowenien           | Stadion Bežigrad                             |                                          |
| 99                  | 16. Juni 2006       | Imola                 | Italien             | Autodromo Enzo e Dino Ferrari                | Heineken Jammin’ Festival                |
| 100                 | 17. Juni 2006       | Matten bei Interlaken | Schweiz             | Flugplatz Interlaken                         | Greenfield Festival                      |
| 101                 | 21. Juni 2006       | Sofia                 | Bulgarien           | Stadion Lokomotiv                            |                                          |
| 102                 | 23. Juni 2006       | Bukarest              | Rumänien            | Stadionul Național                           |                                          |
| 103                 | 25. Juni 2006       | London                | England             | Hyde Park                                    | Wireless Festival                        |
| 104                 | 26. Juni 2006       | Dublin                | Irland              | The Point Depot                              |                                          |
| 105                 | 28. Juni 2006       | Berlin                | Deutschland         | Waldbühne                                    |                                          |
| 106                 | 29. Juni 2006       | Arras                 | Frankreich          | Grand’Place                                  | Main Square Festival                     |
| 107                 | 1. Juli 2006        | Belfort               | Frankreich          | Presqu’île de Malsaucy                       | Eurockéennes                             |
| 108                 | 2. Juli 2006        | Werchter              | Belgien             | Festivalweide                                | Rock Werchter                            |
| 109                 | 6. Juli 2006        | Kristiansand          | Norwegen            | Odderøya                                     | Quart Festival                           |
| 110                 | 7. Juli 2006        | Stockholm             | Schweden            | Olympiastadion                               |                                          |
| 111                 | 10. Juli 2006       | Locarno               | Schweiz             | Piazza Grande                                | Moon&Stars                               |
| 112                 | 12. Juli 2006       | Berlin                | Deutschland         | Waldbühne                                    |                                          |
| 113                 | 13. Juli 2006       | Berlin                | Deutschland         | Waldbühne                                    |                                          |
| 114                 | 15. Juli 2006       | Leipzig               | Deutschland         | Festwiese                                    |                                          |
| 115                 | 17. Juli 2006       | Rom                   | Italien             | Stadio Olimpico                              |                                          |
| 116                 | 19. Juli 2006       | Nyon                  | Schweiz             | Plaine de l’Asse                             | Paléo Festival Nyon                      |
| 117                 | 20. Juli 2006       | Nîmes                 | Frankreich          | Les Arènes                                   |                                          |
| 118                 | 22. Juli 2006       | San Sebastián         | Spanien             | Estadio Anoeta                               |                                          |
| 119                 | 23. Juli 2006       | Benicàssim            | Spanien             | Recinto de Festivales                        | Festival Internacional de Benicàssim     |
| 120                 | 25. Juli 2006       | Torrevieja            | Spanien             | Parque Antonio Soria                         |                                          |
| 121                 | 26. Juli 2006       | Granada               | Spanien             | Plaza de Toros                               |                                          |
| xx                  | 28. Juli 2006       | Lissabon              | Portugal            | Estádio José Alvalade XXI                    |                                          |
| 122                 | 30. Juli 2006       | Istanbul              | Turkei              | Turkcell Kuruçeşme Arena                     |                                          |
| 123                 | 1. August 2006      | Malakása              | Griechenland        | Terra Vibe Park                              |                                          |
| xx                  | 3. August 2006      | Tel Aviv-Jaffa        | Israel              | Park HaYarkon                                |                                          |

## Band
- Dave Gahan: Gesang
- Martin Gore: Synthesizer, Gitarre, Bass, Hintergrundgesang, Gesang
- Andrew Fletcher: Synthesizer, Hintergrundgesang
- Peter Gordeno: Synthesizer, Hintergrundgesang
- Christian Eigner: Schlagzeug